# Chod sítě
Chod sítě (Load Flow), neboli výpočet ustáleného chodu třífázové souměrně zatížené elektrické sítě o harmonickém napětí, je spolu se zkratovými výpočty základní výpočetní úloha nad modelem sítě, daného topologií sítě a parametry jejích větví (rezistance, reaktance, konduktance a susceptance). Cílem výpočtu je nad modelem sítě na základě zadaných komplexních výkonových injekcí v uzlech sítě stanovit komplexní napětí v uzlech sítě a potažmo komplexní výkonové toky po větvích sítě.

## Výpočet chodu sítě

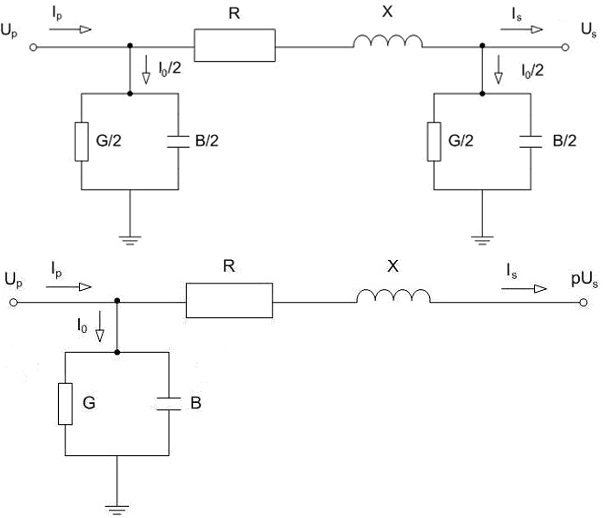
Náhradní jednopólové schéma vedení (výše) a transformátoru (níže)

### Chod kruhové sítě
Zkonstruujme výkonovou bilanci komplexního výkonu injektovaného v {\displaystyle i}-tém uzlu sítě o {\displaystyle n}-uzlech:
{\displaystyle \mathbf {S} _{i}={\sqrt {3}}\mathbf {U} _{i}{\mathbf {I} _{i}}^{*}=\mathbf {U} _{i}\sum _{j}^{}{{\mathbf {Y} _{ij}}^{*}{\mathbf {U} _{j}}^{*}}=P_{i}+iQ_{i}\ \ \ \ \ \ \ \ \ \ i,j=1,\ \ldots ,n}
kde {\displaystyle \mathbf {U} } resp. {\displaystyle \mathbf {I} } jsou fázory příslušného napětí resp. proudu a {\displaystyle \mathbf {Y} } je příslušný prvek admitanční matice, tj.:
{\displaystyle f_{i}\left({\overrightarrow {U}},{\overrightarrow {\varphi }}\right)=U_{i}\sum _{j}^{}{Y_{\text{ij}}U_{j}\cos {\left(\varphi _{i}-\varphi _{j}-\alpha _{\text{ij}}\right)=P_{i}}}}
{\displaystyle f_{i+n}\left({\overrightarrow {U}},{\overrightarrow {\varphi }}\right)=U_{i}\sum _{j}^{}{Y_{\text{ij}}U_{j}\sin {\left(\varphi _{i}-\varphi _{j}-\alpha _{\text{ij}}\right)=Q_{i}}}}
kde {\displaystyle \varphi } resp. {\displaystyle \alpha } je úhel napětí v příslušném uzlu resp. úhel admitance mezi příslušnými uzly v polárním tvaru.
Výpočet chodu sítě pak spočívá v řešení výše uvedené soustavy nelineárních rovnic uzlových komplexních výkonových bilancí pro velikosti a úhly napětí v uzlech např. Newtonovou iterační metodou podle věty o pevném bodě, zaručující existenci jistého okolí řešení s vlastností, že leží-li v něm počáteční aproximace řešení {\displaystyle {\overrightarrow {x}}_{0}} tvořená jmenovitými napětími a nulovými úhly, algoritmus konverguje s přesností {\displaystyle {\overrightarrow {\varepsilon }}} k řešení {\displaystyle {\overrightarrow {x}}=\lbrack {\overrightarrow {U}},{\overrightarrow {\varphi }}\rbrack }.
Funkce {\displaystyle f_{i}} můžeme totiž aproximovat pomocí prvních dvou členů Taylorova rozvoje následující linearizací:
{\displaystyle f_{i}\left({\overrightarrow {x}}_{p+1}\right)=f_{i}\left({\overrightarrow {x}}_{p}\right)+df_{i}\left({\overrightarrow {x}}_{p}\right)\ \ \ \ \ \ \ \ \ \ df_{i}\left({\overrightarrow {x}}_{p}\right)={\nabla f}_{i}\left({\overrightarrow {x}}_{p}\right)\left({\overrightarrow {x}}_{p+1}-{\overrightarrow {x}}_{p}\right)\ \ \ \ \ \ \ \ \ \ i=1,\ \ldots \ ,2n}
kde {\displaystyle p} je počítadlo iterací ({\displaystyle \ p=0,1,2,\cdots \ }) a {\displaystyle df_{i}} je totální diferenciál funkce {\displaystyle f_{i}} v daném bodě představující tečnou nadrovinu k funkci {\displaystyle f_{i}} v daném bodě a {\displaystyle \nabla f_{i}} je gradient funkce {\displaystyle f_{i}} v daném bodě představující směr maximálního růstu funkce {\displaystyle f_{i}} v daném bodě a pro vektorovou funkci {\displaystyle {\overrightarrow {f}}} pak můžeme zapsat pro {\displaystyle {\overrightarrow {x}}_{p+1}} dostatečně blízké řešení {\displaystyle {\overrightarrow {x}}}:
{\displaystyle {\overrightarrow {f}}\left({\overrightarrow {x}}_{p+1}\right)={\overrightarrow {f}}\left({\overrightarrow {x}}_{p}\right)+\mathbf {J} \left({\overrightarrow {x}}_{p}\right)\left({\overrightarrow {x}}_{p+1}-{\overrightarrow {x}}_{p}\right)\leq {\overrightarrow {\varepsilon }}}
kde {\displaystyle \mathbf {J} } je Jacobiho matice vyjadřující obecnou derivaci vektorové funkce {\displaystyle {\overrightarrow {f}}} v daném bodě:
{\displaystyle \mathbf {J} ={\begin{bmatrix}{\frac {\partial \mathbf {P} }{\partial \mathbf {\varphi } }}&{\frac {\partial \mathbf {P} }{\partial \mathbf {U} }}\\{\frac {\partial \mathbf {Q} }{\partial \mathbf {\varphi } }}&{\frac {\partial \mathbf {Q} }{\partial \mathbf {U} }}\\\end{bmatrix}}}
tj. kde pro {\displaystyle \psi _{ij}=\varphi _{i}-\varphi _{j}-\alpha _{ij}} a {\displaystyle i,j,k=1,\ \ldots ,n} platí:
{\displaystyle {\frac {\partial \mathbf {P} }{\partial \mathbf {\varphi } }}={\begin{bmatrix}-U_{1}\sum _{k}^{}a_{1k}+U_{1}a_{11}&\cdots &U_{1}a_{1n}\\\vdots &\ddots &\vdots \\U_{n}a_{n1}&\cdots &-U_{n}\sum _{k}^{}a_{nk}+U_{n}a_{nn}\\\end{bmatrix}}}
{\displaystyle {\frac {\partial \mathbf {Q} }{\partial \mathbf {\varphi } }}={\begin{bmatrix}U_{1}\sum _{k}^{}b_{1k}-U_{1}b_{11}&\cdots &-U_{1}b_{1n}\\\vdots &\ddots &\vdots \\-U_{n}b_{n1}&\cdots &U_{n}\sum _{k}^{}b_{nk}-U_{n}b_{nn}\\\end{bmatrix}}}
{\displaystyle {\frac {\partial \mathbf {P} }{\partial \mathbf {U} }}={\begin{bmatrix}\sum _{k}^{}b_{1k}+c_{11}&\cdots &c_{1n}\\\vdots &\ddots &\vdots \\c_{n1}&\cdots &\sum _{k}^{}b_{nk}+c_{nn}\\\end{bmatrix}}}
{\displaystyle {\frac {\partial \mathbf {Q} }{\partial \mathbf {U} }}={\begin{bmatrix}\sum _{k}^{}a_{1k}+d_{11}&\cdots &d_{1n}\\\vdots &\ddots &\vdots \\d_{n1}&\cdots &\sum _{k}^{}a_{nk}+d_{nn}\\\end{bmatrix}}}
kde: {\displaystyle \ \ \ \ \ \ \ \ \ \ a_{ij}=U_{j}Y_{ij}\sin \psi _{ij}\ \ \ \ \ \ \ \ \ \ b_{ij}=U_{j}Y_{ij}\cos \psi _{ij}\ \ \ \ \ \ \ \ \ \ c_{ij}=U_{i}Y_{ij}\cos \psi _{ij}\ \ \ \ \ \ \ \ \ \ d_{ij}=U_{i}Y_{ij}\sin \psi _{ij}}
tj. Jacobiho matice výše uvedené soustavy nelineárních rovnic je singulární, regularity dosáhneme vypuštěním úhlu napětí libovolně vybraného uzlu sítě ze seznamu proměnných spolu s vypuštěním bilanční rovnice činného výkonu vybraného uzlu ze seznamu rovnic, tj. vypuštěním odpovídajícího sloupce a řádku matice s tím, že vypuštěný úhel napětí, v tzv. referenčním uzlu, pak musíme zadat, např. jako nulový, k němuž se pak všechny další úhly napětí ostatních uzlů sítě budou vztahovat, a ve vybraném uzlu pak lze dopočtem vyrovnat bilanci činného výkonu v síti.
Pozn.: Závislost činného výkonu na velikosti napětí je slabší než na úhlu napětí a závislost jalového výkonu na úhlu napětí je slabší než na velikosti napětí, tj. za cenu ztráty přesnosti výpočtu lze mimodiagonální submatice Jacobiho matice považovat za nulové, tj. obecně nesymetrická Jacobiho matice přejde v matici symetrickou, čímž se výpočet chodu sítě (Decoupled Load Flow) urychlí. Za cenu další ztráty přesnosti výpočtu pomocí dalších aproximací lze výpočet chodu sítě (Fast Decoupled Load Flow) dále urychlovat.
Výkonové toky po větvích sítě pak určíme následovně:
{\displaystyle P_{ij}=A_{ij}{U_{i}}^{2}-U_{i}p_{ij}U_{j}\left(A_{ij}\cos \alpha _{ij}-B_{ij}\sin \alpha _{ij}\right)}
{\displaystyle Q_{ij}=B_{ij}{U_{i}}^{2}-U_{i}p_{ij}U_{j}\left(B_{ij}\cos \alpha _{ij}+A_{ij}\sin \alpha _{ij}\right)}
{\displaystyle A_{ij}={\frac {R_{ij}}{Z_{ij}^{2}}}\ \ \ \ \ B_{ij}={\frac {X_{ij}}{Z_{ij}^{2}}}\ \ \ \ \ Z_{ij}^{2}=R_{ij}^{2}+X_{ij}^{2}\ \ \ \ \ \alpha _{ij}=\varphi _{i}-\varphi _{j}\ \ \ \ \ p_{ij}={\frac {U_{i}^{nom}}{U_{j}^{nom}}}\ \ \ \ \ U_{i}^{nom}\geq U_{j}^{nom}}
a kde {\displaystyle P_{ij}} resp. {\displaystyle Q_{ij}} je činný resp. jalový výkon tekoucí z {\displaystyle i}-tého uzlu do {\displaystyle j}-tého uzlu po větvi o parametrech {\displaystyle R_{ij}}, {\displaystyle X_{ij}} přepočtených k {\displaystyle i}-tému uzlu.

### Chod paprskové sítě
Zkonstruujme výkonovou bilanci komplexního výkonu tekoucího {\displaystyle i}-tou větví sítě propojující uzly {\displaystyle i} a {\displaystyle i+1}:
{\displaystyle \mathbf {S} _{i}-\mathbf {S} _{i+1}={\sqrt {3}}\left(\mathbf {U} _{i}-\mathbf {U} _{i+1}\right)\mathbf {I} _{i}^{*}=3\mathbf {Z} _{i}\left|{\frac {\mathbf {S} _{i}^{*}}{{\sqrt {3}}\mathbf {U} _{i}^{*}}}\right|^{2}=\mathbf {Z} _{i}{\frac {P_{i}^{2}+Q_{i}^{2}}{U_{i}^{2}}}}
kde {\displaystyle \mathbf {U} } resp. {\displaystyle \mathbf {I} } jsou fázory příslušného napětí resp. proudu a {\displaystyle \mathbf {Z} } je impedance příslušné větve, tj.:
{\displaystyle f_{i}^{P}\left(P_{i},Q_{i},U_{i}^{2}\right)=P_{i}-R_{i}{\frac {P_{i}^{2}+Q_{i}^{2}}{U_{i}^{2}}}=P_{i+1}}
{\displaystyle f_{i}^{Q}\left(P_{i},Q_{i},U_{i}^{2}\right)=Q_{i}-X_{i}{\frac {P_{i}^{2}+Q_{i}^{2}}{U_{i}^{2}}}=Q_{i+1}}
{\displaystyle f_{i}^{U}\left(P_{i},Q_{i},U_{i}^{2}\right)=U_{i}^{2}-2\left(R_{i}P_{i}+X_{i}Q_{i}\right)+Z_{i}^{2}{\frac {P_{i}^{2}+Q_{i}^{2}}{U_{i}^{2}}}=U_{i+1}^{2}}
Výpočet chodu sítě pak spočívá v postupném řešení výše uvedených soustav nelineárních rovnic výkonových bilancí toků činných resp. jalových výkonů po větvích sítě spolu s napětím v jejich krajních uzlech, a to např. Newtonovou iterační metodou. Derivace funkcí {\displaystyle f_{i}} můžeme aproximovat při zavedení poměrných jednotek ({\displaystyle \left|\mathbf {U} _{i}\right|\cong 1}) pro {\displaystyle R_{i},X_{i}\ll 1} následovně:
{\displaystyle {\frac {\partial f_{i}^{P}}{\partial P_{i}}}=1-2P_{i}{\frac {R_{i}}{U_{i}^{2}}}\ \ \ \ \ \ \ \ \ \ \ \ \ \ \cong 1\ \ \ \ \ \ \ \ {\frac {\partial f_{i}^{P}}{\partial Q_{i}}}=-2Q_{i}{\frac {R_{i}}{U_{i}^{2}}}\ \ \ \ \ \ \ \ \ \ \ \ \ \ \ \ \ \ \cong 0\ \ \ \ \ \ \ \ {\frac {\partial f_{i}^{P}}{\partial U_{i}^{2}}}=R_{i}{\frac {S_{i}^{2}}{U_{i}^{4}}}\ \ \ \ \ \ \ \ \ \ \ \ \ \cong \mathrm {\Delta } P_{i}}
{\displaystyle {\frac {\partial f_{i}^{Q}}{\partial P_{i}}}=-2P_{i}{\frac {X_{i}}{U_{i}^{2}}}\ \ \ \ \ \ \ \ \ \ \ \ \ \ \ \ \ \ \cong 0\ \ \ \ \ \ \ \ {\frac {\partial f_{i}^{Q}}{\partial Q_{i}}}=1-2Q_{i}{\frac {X_{i}}{U_{i}^{2}}}\ \ \ \ \ \ \ \ \ \ \ \ \ \ \cong 1\ \ \ \ \ \ \ \ {\frac {\partial f_{i}^{Q}}{\partial U_{i}^{2}}}=X_{i}{\frac {S_{i}^{2}}{U_{i}^{4}}}\ \ \ \ \ \ \ \ \ \ \ \ \ \cong \mathrm {\Delta } Q_{i}}
{\displaystyle {\frac {\partial f_{i}^{U}}{\partial P_{i}}}=-2{(R}_{i}-P_{i}{\frac {Z_{i}^{2}}{U_{i}^{2}}})\ \ \ \ \ \ \cong 0\ \ \ \ \ \ \ \ {\frac {\partial f_{i}^{U}}{\partial Q_{i}}}=-2(X_{i}-Q_{i}{\frac {Z_{i}^{2}}{U_{i}^{2}}})\ \ \ \ \ \cong 0\ \ \ \ \ \ \ \ {\frac {\partial f_{i}^{U}}{\partial U_{i}^{2}}}=1-Z_{i}^{2}{\frac {S_{i}^{2}}{U_{i}^{4}}}\ \ \ \ \ \ \cong 1}
tj. determinant Jacobiho matice výše uvedené soustavy nelineárních rovnic je přibližně roven jedné a soustava je tedy jednoznačně řešitelná.
Pozn.: Chod paprskové sítě sice zanedbává příčné parametry větví (menší přesnost výpočtu), zato probíhá výrazně rychleji než chod kruhové sítě.